# János Sugár
János Sugár (* 1958 in Budapest) ist ein ungarischer Konzeptkünstler, Bildhauer und Filmemacher.

## Leben und Werk
János Sugár studierte Bildhauerei an der Ungarischen Akademie der Bildenden Künste in Budapest. Während seines Studiums zwischen 1980 und 1986 war Sugár Mitglied der interdisziplinären Indigo Gruppe (INDIGO = Inter-Disciplinary-Thinking in Hungarian), die 1978 von Miklós Erdély gegründet wurde. Zu dieser Künstlergruppe zählten unter anderem András Böröcz, Ildikó Enyedi, László Révész und János Szirtes. János Sugár ist in den Bereichen Bildhauerei, Installation, Performance, Film und Videokunst tätig. Zwischen 1990 und 1995 war Sugár einer der Leiter des Balázs Béla Stúdiós in Budapest. 1994, 95 und 96 organisierte Sugár mit Geert Lovink und Diana McCarty die MetaForum Conference Series. Seit 1998 zeigt das Anthology Film Archives in New York City seine Filme. 1990 wurde János Sugár als Professor an die Ungarische Akademie der Bildenden Künste berufen und war dort Gründungsmitglied des Intermedia Departments.
Der Film The Typewriter of the Illiterate von 2001 handelt über das Maschinengewehr Kalaschnikow. Do you know my method von 2002 und Monument of No Erase von 2006 sind weitere bekannte Kurzfilme von János Sugár.

## Ausstellungen (Auswahl)
- 1992: documenta IX, Kassel
- 1996: Manifesta I, Rotterdam[7]
- 2000: Aspect - Positions Museum Ludwig, Köln
- 2001: Bildhauersymposion Heidenheim
- 2009: Tomorrow is Evidence!, mit Bálint Bori und Zoltán Lábas, Württembergischer Kunstverein Stuttgart[8]
- 2012: Video Vortex #8 Museum of Contemporary Art, Zagreb
- 2013: unruhe der form. entwürfe des politischen subjekts Wiener Secession, Wien
- 2014: Report on the Construction of a Spaceship Module New Museum of Contemporary Art, New York
- 2015: Verkauf in Nebenräumen / Sales in the Side Rooms. Kurator: Harald Falckenberg Galerie Krinzinger, Wien

## Auszeichnungen (Auswahl)
- 1988: Villa Romana, Florenz, Italien
- 1994: Artslink, Residency am Cleveland Institute of Art, USA
- 1998/1999: Fellowships bei Experimental Intermedia, New York
- 2000: Künstlerhäuser Worpswede, Worpswede
- 2001: Civitella Ranieri Foundation, New York[9]